# Zvjozdnaja (stanice metra v Petrohradu)
Zvjozdnaja (rusky Звёздная) je stanice petrohradského metra. Stanice se nachází na Moskovsko-Petrohradské lince, v její jižní části. Její projektový název zněl Imeni Lensověta.

## Charakter stanice
Svůj název má podle stejnojmenného rajónu a ulice. Jedná se o podzemní raženou stanici (22 m hluboko), historicky poslední stanici uzavřeného typu, vybudovanou v Petrohradu. Ze střední lodě stanice (ze severního konce) vychází jeden eskalátorový tunel s tříramennými eskalátory do povrchového vestibulu. Tématem při architektonickém ztvárnění stanice bylo dobývání kosmu; hlavním dekoračním prvkem je ozdobná mříž, umístěná na slepém (jižním) konci střední lodi.
Stanici zprovoznil petrohradský dopravní podnik 25. prosince 1972.